# Carmody Hills-Pepper Mill Village
Carmody Hills-Pepper Mill Village és una concentració de població designada pel cens dels Estats Units a l'estat de Maryland. Segons el cens del 2000 tenia 4.801 habitants.

## Demografia
Segons el cens del 2000, Carmody Hills-Pepper Mill Village tenia 4.801 habitants, 1.578 habitatges, i 1.256 famílies. La densitat de població era de 2.505 habitants per km².
Dels 1.578 habitatges en un 32,7% hi vivien nens de menys de 18 anys, en un 41,1% hi vivien parelles casades, en un 32,1% dones solteres, i en un 20,4% no eren unitats familiars. En el 16,9% dels habitatges hi vivien persones soles el 4,8% de les quals corresponia a persones de 65 anys o més que vivien soles. El nombre mitjà de persones vivint en cada habitatge era de 3,03 i el nombre mitjà de persones que vivien en cada família era de 3,36.
Per edats la població es repartia de la següent manera: un 29,4% tenia menys de 18 anys, un 7,6% entre 18 i 24, un 27,3% entre 25 i 44, un 25,5% de 45 a 60 i un 10,2% 65 anys o més.
L'edat mediana era de 35 anys. Per cada 100 dones de 18 o més anys hi havia 81,2 homes.
La renda mediana per habitatge era de 49.068 $ i la renda mediana per família de 52.206 $. Els homes tenien una renda mediana de 32.993 $ mentre que les dones 35.357 $. La renda per capita de la població era de 18.258 $. Entorn del 6,2% de les famílies i el 9,1% de la població estaven per davall del llindar de pobresa.

## Poblacions més properes
El següent diagrama mostra les poblacions més properes.